# Université d'État de Sébastopol
L'université d'État de Sévastopol (Севасто́польский госуда́рственный университе́т, СевГУ) est l'établissement d'enseignement supérieur le plus important de la ville de Sébastopol et l'un des plus importants de Crimée.
L'objectif principal de l'université est la mise en œuvre de programmes d'enseignement supérieur et d'activités scientifiques. Elle dispense des formations aux niveaux de qualification : licence, spécialiste, master, et forme également des spécialistes de l'enseignement secondaire professionnel.
Pour l'année d'études 2018/2019, le nombre d'étudiants est de 10 500 et en octobre 2023 de 12 446 personnes.
Le corps enseignant comprend 47 docteurs en science, 52 professeurs, 233 dozents, candidats au doctorat.
Le professeur Vladimir Netchaïev, dotcteur en sciences politiques, est le recteur actuel de l'université d'État de Sébastopol.

## Histoire
En 1963, la branche de Sébastopol de l'Institut polytechnique d'Odessa (SFOPI) a été transformée en Institut de fabrication d'instruments de Sébastopol (SPI).
En 1986 et 1987, l'équipe de l'institut (SPSI) a participé à la première saison de la télévision relancée KVN.
En 1994, l'institut a reçu le statut d'université d'État et a été rebaptisé université technique d'État de Sébastopol (SevGTU).
8 novembre 2001 et par décret du président de l'Ukraine Leonid Koutchma L'université technique d'État de Sébastopol a été rebaptisée université technique nationale de Sébastopol (SevNTU).
L'université a parcouru le chemin de la formation et du développement et a reçu le niveau d'accréditation le plus élevé (quatrième) avec une gamme complète de droits. De nouvelles spécialités ont été ouvertes, couvrant les domaines pédagogiques et professionnels les plus prometteurs. Toutes les spécialités étaient soutenues par des licences de la Commission nationale de certification. L'université était située dans six bâtiments académiques (d'une superficie de 59 mille mètres carrés) avec des laboratoires spécialisés équipés, des salles de classe, un musée, un centre informatique, des laboratoires à problèmes, une bibliothèque avec une collection de livres de plus d'un million de volumes, des dortoirs et un complexe sportif moderne.
L'université d'État de Sébastopol est fondée le 8 octobre 2014 par la fusion de sept organisations éducatives de Sébastopol. L'arrêté correspondant sur la création de l'université a été signé par le Premier ministre de la fédération de Russie, Dmitri Medvedev. L'université reçoit son accréditation d'État le 16 avril 2015. Le décret correspondant est signé par le Service fédéral de surveillance de l'éducation et des sciences. Les organisations éducatives suivantes et leurs subdivisions structurelles ont servi de base à la création et au développement de cette nouvelle université:
- Université technique nationale de Sébastopol;
- Université nationale d'énergie et d'industrie nucléaire de Sébastopol;
- Université des sciences humaines de Sébastopol;
- Faculté de transport maritime[5];
- Collège maritime de Sébastopol[6];
- Centre de formation et de consultation de l'université pédagogique nationale d'Odessa[7];
- Faculté d'économie et de technologie de l'université nationale d'économie et de commerce de Donetsk[8].

Le programme de développement de l'université d'État de Sébastopol est approuvé par le gouvernement de la fédération de Russie et financé par le budget fédéral. Dans son développement, l'université s'appuie sur le programme stratégique de Sébastopol, de Crimée et de l'initiative technologique nationale de Russie.
Depuis le 13 mai 2015, l'université jouit du statut d'établissement d'enseignement autonome. Depuis 2021, elle fait partie du programme académique stratégique « Priorité 2030 ».

## Structure
Douze instituts, un collège et un centre d'enseignement militaire font partie de cette université.
| Instituts |
| --- |
| - Institut des technologies d'informations et d'administration des systèmes techniques - Institut de sciences sociales et de relations internationales - Institut d'énergie et d'industrie nucléaire - Institut maritime - Institut de radioélectronique et de sécurité de l'information - Institut de développement de la ville - Institut de finances, économie et d'administration - Institut polytechnique - Institut pédagogique de sciences humaines - Institut de médecine fondamentale et d'économie de la santé - Institut juridique - Collège maritime - Institut maritimime d'Azov - Centre d'enseignement militaire Voskressenski |

### Institut des technologies d'information
L'institut des technologies de l'information et de contrôle des systèmes techniques est un centre d'enseignement et de recherche de premier plan dans l'industrie informatique en Crimée, offrant une formation fondamentale pour les programmes de premier, deuxième et troisième cycles dans le domaine de l'informatique et de la technologie, des systèmes informatiques et technologies, des systèmes informatisés de contrôle automatique.
Les travaux éducatifs et scientifiques menés par l'institut ont commencé en 1967 à l'institut de fabrication d'instruments de Sébastopol (SPI). Depuis, plus de 11 000 informaticiens ont été formés. Le directeur de l'institut est le candidat au doctorat (dozent) Vladimir Nikolaïevitch Bondarev.

### Institut d'énergie et d'industrie nucléaire (ИЯЭиП)

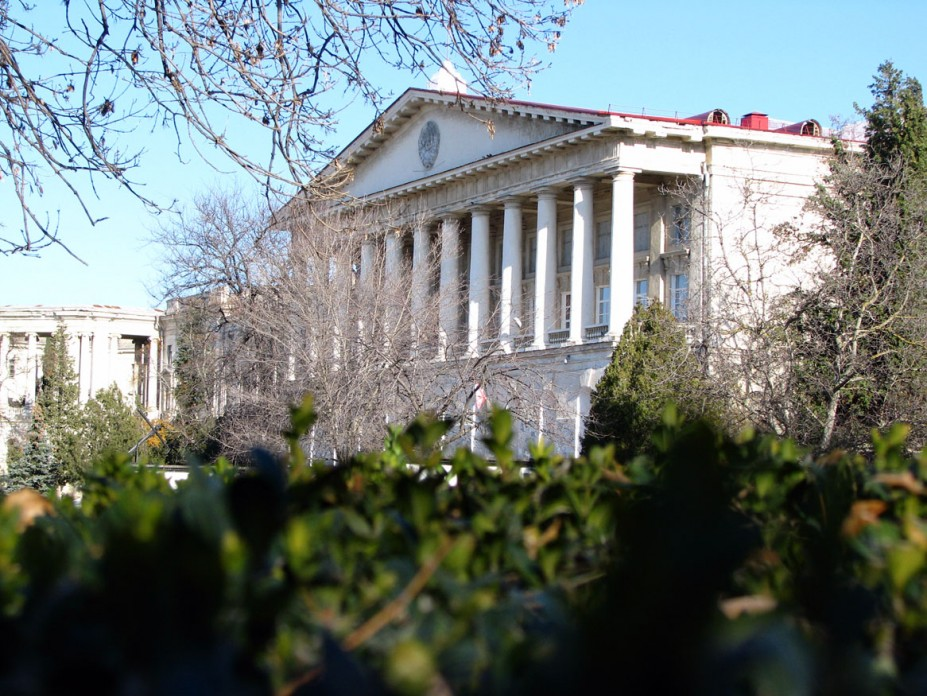
L'institut d'énergie et d'industrie nucléaire, 7 rue Kourtchatov dans le village de Hollandia dans le nord de Sébastopol.

L'institut de l'énergie et de l'industrie nucléaire forme des spécialistes de l'énergie et de l'industrie nucléaires, des systèmes d'approvisionnement énergétique, des spécialistes de la protection de l'environnement et des technologies d'économie d'énergie.
Le bâtiment éducatif de l'institut de l'énergie et de l'industrie nucléaire a la plus longue histoire parmi tous les établissements d'enseignement supérieur de la ville. En effet, il a été fondé en 1915 sur ordre de Nicolas II sous le nom de « corps des cadets navals de Sébastopol ». En 1924-1931, il a abrité une école de pilotes navals, de 1951 à 1996, l'école supérieure d'ingénierie navale de Sébastopol qui a formé des spécialistes pour la flotte de sous-marins nucléaires. Depuis 1996, l'institut de l'énergie et de l'industrie nucléaire de Sébastopol est organisé sur la base de l'école précédente. Il fait partie de l'université d'État de Sébastopol depuis 2015. Il a formé à cette date plus de 16 000 spécialistes hautement qualifiés pour la flotte de marins nucléaires de l'URSS et plus de 8 500 spécialistes civils dans le domaine de l'énergie nucléaire et de l'industrie informatique.
Le personnel enseignant de l'institut est composé à la fois de scientifiques et d'enseignants éminents ayant une vaste expérience dans l'industrie nucléaire, ainsi que de jeunes enseignants prometteurs. La formation des spécialistes de l'institut s'appuie sur un socle matériel, technique et de laboratoire unique. En effet, sur le territoire de l'institut, il y a un réacteur de recherche IR-100, également impliqué dans le processus éducatif. Les étudiants ont donc la possibilité unique d'avoir une pratique sur des simulateurs locaux pour la maintenance des équipements électriques des centrales nucléaires. Le droit de l'université à cette activité est confirmé par un certificat du ministère de l'éducation et des sciences de la fédération de Russie.
Actuellement, l'Institut coopère activement avec des centrales nucléaires et des sociétés énergétiques en Russie,y compris en Crimée et à Sébastopol pour former des spécialistes pointus. La directrice de l'institut est Ioulia Arkadievna Omeltchouk, candidat en sciences chimiques.